# Sínodo de Thurles
El Sínodo de Thurles fue una sínodo del clero de la Iglesia católica en Irlanda celebrado en 1850 en St. Patrick's College, Thurles, en el condado de Tipperary. Fue el primer sínodo católico irlandés formal desde el ocurrido en 1642 durante la Confederación de Kilkenny. Thurles era la sede de la Arquidiócesis Católica Romana de Cashel y Emly, siendo las originales en Cashel y Emly propiedad de la Iglesia de Irlanda (anglicanas). El sínodo fue convocado por Paul Cullen como delegado apostólico en Irlanda y como arzobispo de Armagh. Las reuniones comenzaron el jueves 22 de agosto de 1850.

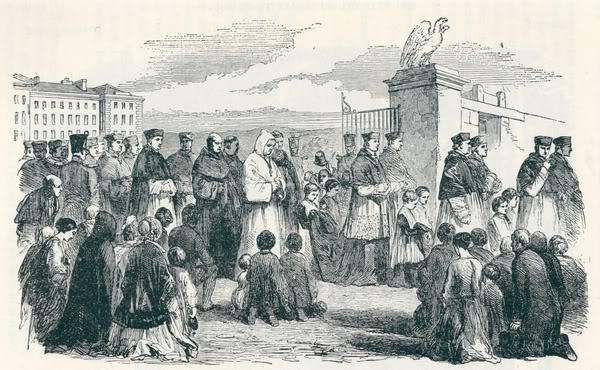
La procesión del clero hacia el sínodo de Thurles.

El sínodo fue el comienzo de un movimiento liderado por Cullen para estandarizar la administración, las prácticas religiosas, así como la enseñanza y la disciplina de la Iglesia católica en Irlanda. Las prácticas de la Iglesia en Irlanda habían evolucionado de manera diferente a las prácticas en la Europa continental debido a la supresión estatal de la Iglesia en Irlanda desde alrededor de 1640 hasta la Emancipación católica, en 1829. Antes del sínodo, Cullen había estado en Roma, donde había sido nombrado delegado apostólico, lo que le otorgó autoridad papal directa sobre la Iglesia católica en Irlanda. Cullen era un "ultramontano" en filosofía y estaba comprometido a alinear la iglesia en Irlanda con la iglesia en Roma. En particular, Cullen se oponía a la expresión e interpretación religiosa local o popular; estaba decidido a poner fin a esas prácticas. El sínodo tuvo lugar en un momento delicado tras la devastación y la emigración causados por la gran hambruna irlandesa. También se discutió en el sínodo cómo contrarrestar los esfuerzos proselitistas de las iglesias protestantes.

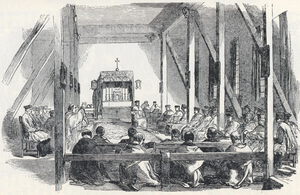
El clero reunido en sínodo.

Junto a los veintisiete obispos presentes estuvo el abad cisterciense de Mount Melleray, Dom Bruno Fitzpatrick, con derecho a votar en el sínodo.
Uno de los objetivos del sínodo fue establecer una universidad católica en Irlanda, en respuesta a la creación de los Queen's Colleges y la Queen's University of Ireland mediante la Ley de Universidades de Irlanda de 1845 por parte del Gobierno británico. Los obispos adoptaron la condena papal de los "colegios impíos" (es decir, los colegios de la Reina), pero estaban divididos sobre la aceptación de los sacerdotes de puestos en los colegios y sobre la participación de los laicos. La consecuencia fue la fundación de la Universidad Católica de Irlanda en 1851 y la invitación de los obispos al cardenal John Henry Newman para convertirse en su canciller y su fundación en 1854.
Los Decretos del Sínodo Plenario de los Obispos de Irlanda (''Decreta Synodi Plenariae Episcoporum Hiberniae'') fueron publicados en 1851, después del sínodo.